# Casto Fernández-Shaw
Casto Fernández-Shaw Iturralde (Madrid, 1896-Madrid, 1978) fue un arquitecto y urbanista español.

## Biografía
Hijo del escritor Carlos Fernández Shaw, que murió cuando Casto era un adolescente (1911), quedando a cargo de su tío materno, Daniel Iturralde. Ingresó en la Escuela de Arquitectura en 1913, acabando la carrera con veintitrés años, como miembro de una promoción integrada por diecisiete nuevos arquitectos. Entre su profesorado tuvo a Ricardo Velázquez Bosco, director de la Escuela entre 1910-1918, Modesto López Otero y Antonio Palacios. En 1917 había entrado ya en el estudio de Antonio Palacios, para costearse sus últimos dos años de carrera. Con Palacios llegará luego a ser Jefe de delineación del Concurso de 1919 para la sede del Círculo de Bellas Artes, que al quedar desierto, fue por fin encargado a Antonio Palacios. En este estudio coincidiría con Pedro Muguruza, con el que realizó más tarde el proyecto del edificio Coliseum en la Gran Vía madrileña, con un programa de teatro y viviendas de alquiler. Fue Antonio Palacios quién le recomendó trabajar con los hermanos Otamendi, que le incluyeron en su Compañía Madrileña Urbanizadora, donde logró una plaza de arquitecto en colaboración con Julián Otamendi, en el proyecto de unos de los edificios de la avenida Reina Victoria (edificios Titanic) y en una barriada de hoteles.
En el año 1920 presenta en la Exposición Nacional de Bellas Artes de Madrid el Proyecto del Monumento a la Civilización, premiado con una tercera medalla de bronce.

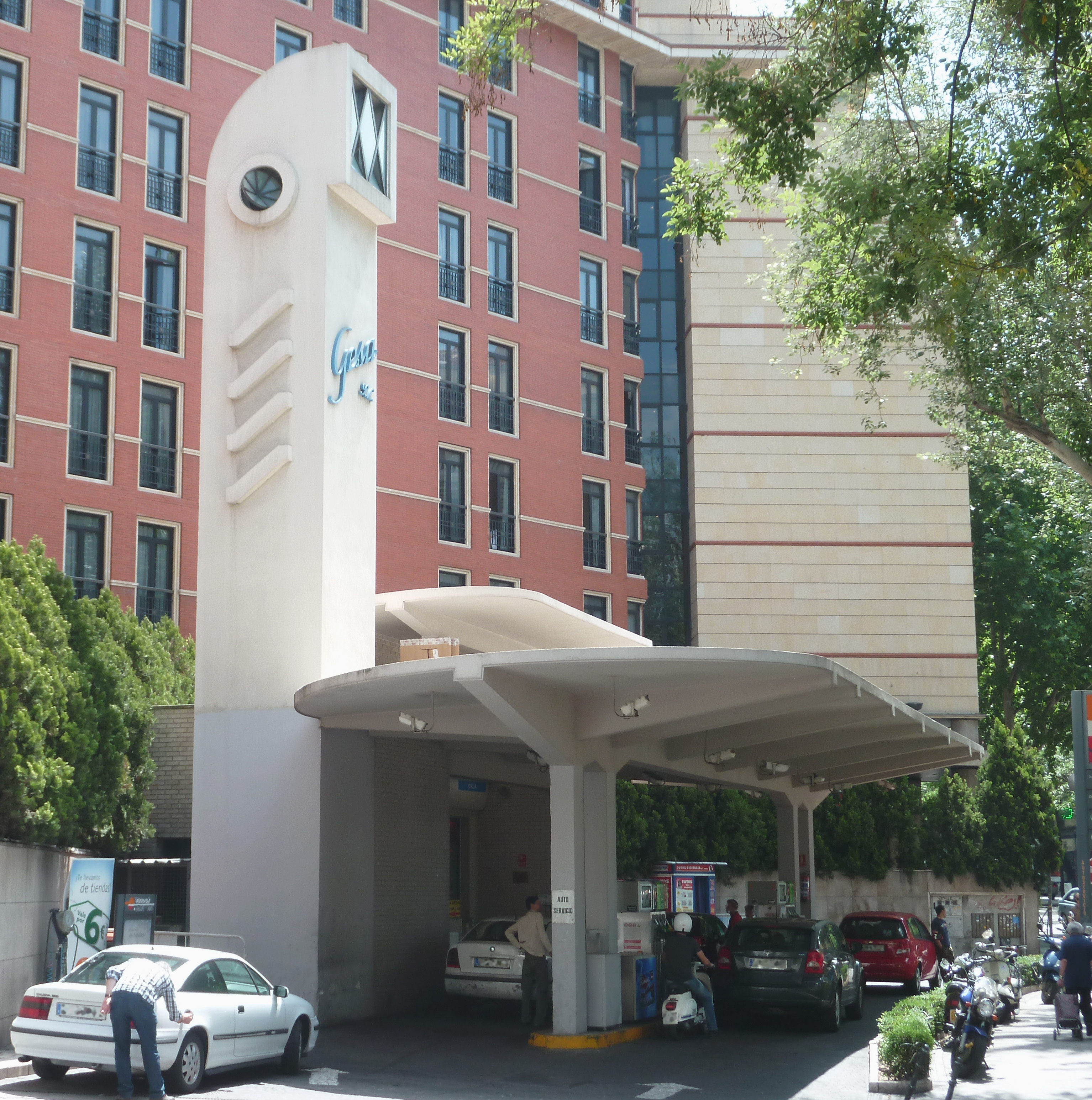
Gasolinera de Petróleos Portopí

Carlos Otamendi, le encargó entonces la presa El Salto en El Carpio (al que en realidad solo tenía que dar forma ya que el proyecto estaba hecho), que concluyó en 1922. Abandonó la Compañía Madrileña Urbanizadora un año después. En 1925, en la Exposición de Artes Decorativas e Industriales Modernas en París, le llamó la atención el Pabellón de la URSS del arquitecto Konstantín Mélnikov, ejemplo de arquitectura constructivista. 
En 1924 se le encarga la presa de Alcalá del Río y el embalse del Encinarejo, e interviene en la parte arquitectónica del Salto del Jándula. Otros edificios importantes son: los edificios Titanic en la avenida de Reina Victoria, esquina a la glorieta de Cuatro Caminos (1919-21), de la mencionada Compañía Madrileña Urbanizadora.

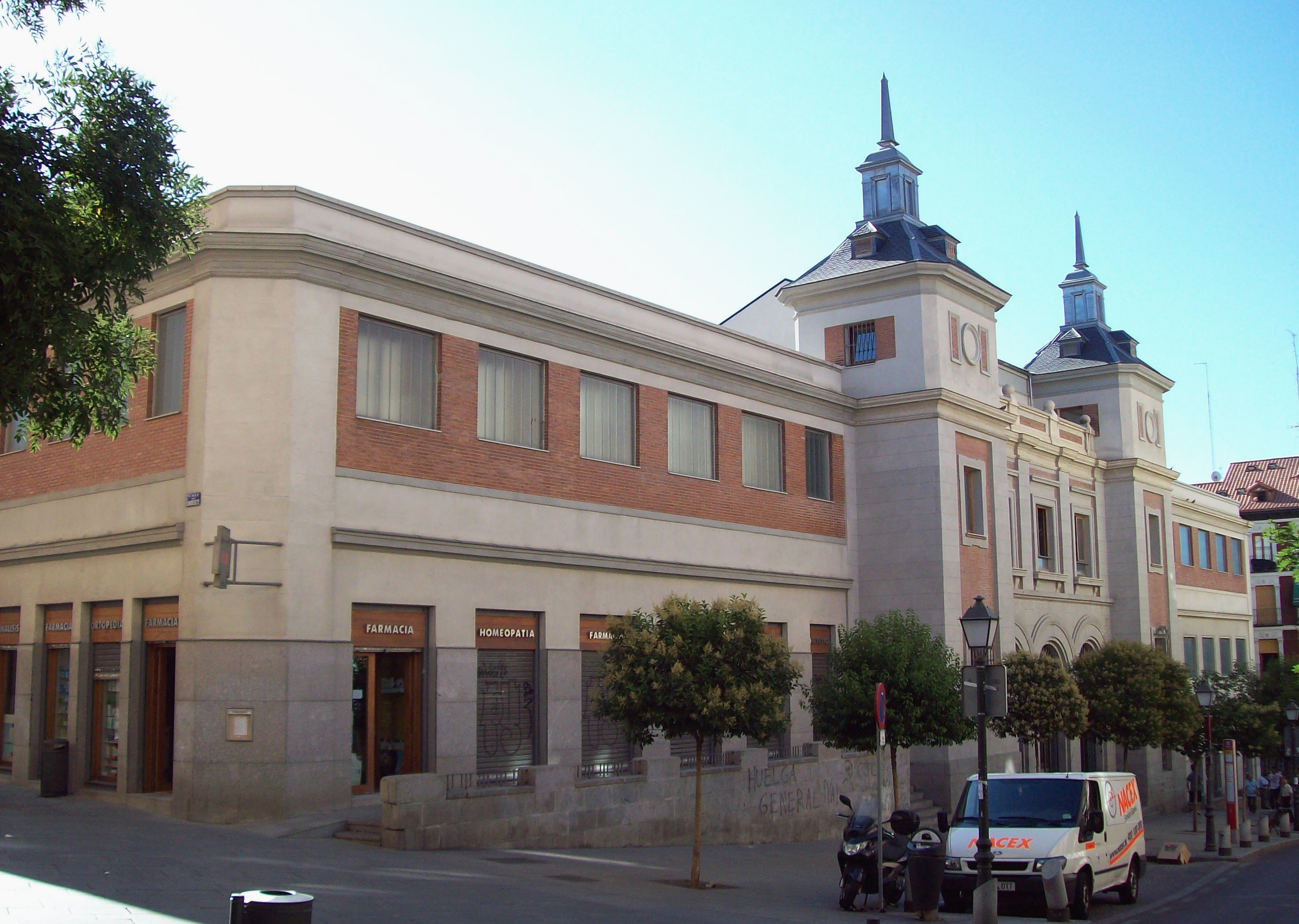
Mercado de San Fernando en Madrid, proyectado en 1941 por Casto Fernández-Shaw.

En 1927, se incorpora a la Directiva de la Sociedad Central de Arquitectos como contador; proyecta el Ateneo Mercantil  de Valencia, en colaboración con J.M. Castell, y la nueva iglesia de Tetuán de las Victorias. Todo ello quedó reflejado en la encuesta sobre la arquitectura moderna del n.º 32 de la revista La Gaceta Literaria.
Su obra temprana más importante es la gasolinera de Petróleos Portopí, en la calle de Alberto Aguilera n.º 18 de los bulevares madrileños en 1927, que Carlos Flores considera una de las obras claves de la Generación del 25, de la que el propio artífice dice que no tiene ningún estilo, naciendo lo que él llamó “arquitectura ingeniería", y que pondrá en práctica en su anteproyecto para el concurso del aeropuerto de Barajas en 1929. Al año siguiente funda la revista Cortijos y Rascacielos (1930-1954), que llegará a sacar 80 números en dos etapas interrumpidas por la guerra civil española. En ella se atiende a la arquitectura de vanguardia, a la arquitectura rural y a la arquitectura del pasado. Además de ser un medio de expresión para el propio arquitecto para exponer sus ideas y publicar sus proyectos. Es elegido vocal de arquitectura de la Junta Directiva del Círculo de Bellas Artes en 1930.
Tuvo un lapso de tiempo en el que solo se dedicó a la construcción del edificio Coliseum en la Gran Vía de Madrid (1930-1933), realizado en colaboración con Pedro Muguruza. Entre 1934 y 1935 realiza el Edificio de Viviendas, en la avenida de Menéndez Pelayo, obra ejemplar del racionalismo madrileño que cierra el periodo anterior a la guerra civil. En esta misma línea de pensamiento se mantuvo después de la contienda, con arquitecturas antiaéreas y proyectos considerados futuristas, como la fachada del Banco Hispano de Edificación en la Gran Vía (1943-44), y el mercado de San Fernando en la calle de Embajadores.
Murió en Madrid a los ochenta y tres años de edad.

## Obras y proyectos
Su obra presenta diversos estilos: futurista, purista, racionalista, expresionista.
- 1918-19 Monumento al triunfo de la Civilización, proyecto no construido.
- 1919-21 Edificios Titanic,  edificios de viviendas en la avenida de Reina Victoria.
- 1920-22 Presa El Salto, El Carpio.
- 1922 Edificio para el diario The Chicago Tribune, Chicago, proyecto de concurso.
- hacia 1927 Gran garaje, calle General Álvarez de Castro, Madrid, proyecto no construido.
- 1927 Estación de servicio para auto-móviles “Porto Pi”, Bulevares Madrileños.
- 1927-30 Salto del Jándula, en Andújar (provincia de Jaén).
- 1928-30 Iglesia parroquial de Nuestra Señora en Tetuán.
- 1928 Gasolinera de la avenida de Aragón (proyecto ejecutado en 1958).
- 1929 Aeropuerto de Barajas Madrid, proyecto de concurso.
- 1930-33 Edificio de viviendas y cine teatro “Coliseum”.
- 1934-35 Edificio de Viviendas de la calle Menéndez Pelayo, Madrid.
- 1937-1942 Torres hiperboloides de refugio y defensa de la ciudad, arquitectura dinámica y aerodinámica.
- 1941-1945 Mercado de San Fernando, Madrid.
- 1939-1955 Colegio y Capilla de la Asunción, Pedregalejo (provincia de Málaga).
- 1942-1945 Estación de Autobuses Calle Cervantes, Tetuán (protectorado español de Marruecos).
- 1945 Proyecto de Casa-palacio en la calle de Marqués de Riscal esquina Fortuny
- 1952 Garaje radial, Gibraltar, proyecto no construido.
- 1963 Parking radial, Radiosilo, Chicago, proyecto no construido.
- 1963 Teatro Nacional de la Ópera, paseo de la Castellana, Madrid, proyecto de concurso.